# One Race Films
One Race Films (ORF), также известная как One Race Productions — видеокомпания, основанная в 1995 году актёром, сценаристом, режиссёром и продюсером Вином Дизелем. Tigon Studios, основанная в 2002 году, полностью принадлежит компании One Race Films.
ORF стала продюсером многих высокобюджетных кинофраншиз, таких, как научно-фантастическая триллер-франшиза Риддик, боевик-франшиза Форсаж.

## Фильмография
- Три икса / XXX (2002)
- Одиночка / A Man Apart (2003)
- Хроники Риддика / The Chronicles of Riddick (2004)
- Признайте меня виновным / Find Me Guilty (2006)
- Форсаж 4 / Fast & Furious (2009)
- Бандиты / Los Bandoleros (2009)
- Форсаж 5 / Fast Five (2011)
- Форсаж 6 / Fast & Furious 6 (2013)
- Риддик / Riddick (2013)
- Форсаж 7 / Fast & Furious 7 (2015)
- Последний охотник на ведьм / The Last Witch Hunter (2015)
- Три икса: Мировое господство / xXx: Return of Xander Cage (2017)
- Форсаж 8 / The Fate Of The Furious (2017)
- Бладшот / Bloodshot (2020)
- Форсаж 9 / F9 (2021)
- Форсаж 10 / Fast X (2023)
- Форсаж 11 / Fast & Furious 11 (~2026)